# Cáqueza
Cáqueza è un comune della Colombia facente parte del dipartimento di Cundinamarca.
Il centro abitato venne fondato da Oídor Luis Enriquez nel 1600.